# 火道

(1) 噴煙, (2) 溶岩噴泉, (3) 火口, (4) 溶岩湖, (5) 噴気口, (6) 溶岩流, (7) 溶岩と灰の層, (8) 地層, (9) 岩床, (10) 火道, (11) マグマ溜り, (12) 岩脈

火道（かどう、volcanic vent）はマグマが地中に貫入するときの通り道のこと。

## 概要
火山における最初の火道は、マグマ溜まり内の圧力の上昇に伴い、マグマ溜まり上部の岩石が破砕され、マグマが上昇することによって形成される。火道の形態は、複成火山の火口付近では筒状の形状をしていることが多いが、これは繰り返し火道として利用されたことによるものが大きいと考えられており、深部における火道の形態ははっきりしていない。相似実験では、鳥の羽状に板状のマグマが上昇していくという結果が観察されていることから、深部の火道は実験結果と似たような板状を成していると考えられている。
地上に到達したマグマは板状の火道に沿って割れ目火口や火口列になることがあるが、その配列は地殻上部の応力の影響を受けていると考えられている。
地下の岩体に貫入したマグマは火道を中心に板状に広がる。
侵食作用により地上に現れた火道のことを岩頸、岩脈（ダイク）などと言う。伊豆諸島の孀婦岩や岩手県の南昌山が代表例。